# William Burns (zawodnik lacrosse)
William Lawrie „Billy” Burns  (ur. 24 marca 1875 w East Oxford, zm. 6 października 1953 w Winnipeg) – kanadyjski zawodnik lacrosse, który na Igrzyskach Olimpijskich 1904 w Saint Louis wraz z kolegami zdobył złoty medal w grze drużynowej.